# Андрианова, Ольга Александровна
О́льга Алекса́ндровна Андриа́нова (15 июня 1952, Москва — 6 сентября 2022) — национальный тренер сборных команд России по кёрлингу (1998—2012). Заслуженный тренер России, кандидат педагогических наук, мастер спорта (кёрлинг), судья всероссийской категории. Президент Федерации кёрлинга России (2006—2010), вице-президент московской Федерации кёрлинга (1994—2022). Представитель России во Всемирной федерации кёрлинга (1999—2022).

## Вклад
Первые победы Российского кёрлинга на международной арене под руководством Ольги Андриановой:
- Первый отбор для участия в Зимних Олимпийских играх 2002 года в Солт-Лейк Сити (США), затем на ЗОИ 2006 года в Турине (Италия), на ЗОИ 2010 года в Ванкувере (Канада), на ЗОИ 2014 года в Сочи (Россия);
- Пятое место на ЗОИ 2006 года в Турине, самое высокое в истории участия российских кёрлингистов в Олимпийских играх;
- Первое золото Всемирной универсиады 2003 года в Клауте (Италия);
- Первое золото Чемпионата Европы 2006 года в Бадене (Швейцария);
- Первое золото Молодёжного первенства мира в 2006 году (Корея).

Ольга Андрианова стояла у истоков создания российского кёрлинга. В 1993 году она буквально вербовала в свою первую команду, на улице выискивая молодых девчонок и мальчишек — будущих спортсменов и чемпионов в новом тогда ещё для России виде спорта. Благодаря огромному энтузиазму и интуиции тренера уже в 1999 году российские кёрлингистки сумели войти в десятку лучших команд континента по итогам европейского первенства, а 2006 году занять пятое место на Олимпийских играх в Турине. В качестве главного тренера тогда и дебютировала Ольга Андрианова, возглавлявшая национальные сборные России, оставаясь бессменным их тренером на протяжении 14-и лет.
В 2012 году, за полтора года до ЗОИ в Сочи, Андрианова О. А. передала подготовленных ею спортсменов иностранным тренерам, приглашенным для усиления заключительного этапа подготовки к домашней Олимпиаде 2014 года.
Женская команда на этой Олимпиаде 2014 года заняла 9 место, мужская 7 (в Сочи девять из десяти спортсменов участников ЗОИ были также подготовлены Андриановой О. А. (ЭШВСМ «Москвич»)). Большинство её воспитанников сразу после домашней Олимпиады 2014 года пополнили команды и клубы различных регионов России.
Многие воспитанники Андриановой О. А. в настоящее время работают тренерами и менеджерами в кёрлинге.
До последнего времени Андрианова О. А. возглавляла отделение кёрлинга в СШОР «Москвич» осуществляла подготовку молодых московских спортсменов к всероссийским и международным соревнованиям.

## Биография и достижения
Андрианова О. А. — Заслуженный тренер РФ. Награждена знаком «Отличник физической культуры», знаком олимпийского комитета России «За заслуги в развитии олимпийского движения», знаком «Почетный динамовец», другими ведомственными и общественными наградами.
ОБРАЗОВАНИЕ:
Московский институт инженеров транспорта. (1975 г.) — инженер путей сообщения;
Московский областной институт физической культуры. (1983 г.) — тренер-преподаватель;
Кандидат педагогических наук. (2009 г.).
КАРЬЕРА:
1975—1978 гг. — Инженер технолог — автомобильный завод им. Ленинского комсомола ПО «Москвич».
1978—1993 гг. — Тренер по баскетболу (Люблинский Дворец пионеров и школьников им А. П. Гайдара, спортивный клуб «Серп и молот», СШОР Фрунзенского района г. Москвы).
1994 −1998 гг. — Исполнительный директор федерации кёрлинга г. Москвы.
1998—2006 гг. — Исполнительный директор федерации кёрлинга России.
С 2000 г. по настоящее время — Представитель России во Всемирной федерации кёрлинга.
2006—2010 гг. — Президент Федерации кёрлинга России (ФКР).
2010—2014 гг. — Генеральный секретарь ФКР.
С 2000 года по настоящее время — член Исполкома ФКР.
1998—2012 гг. — Главный тренер сборных команд России по кёрлингу.
1999 — по настоящее время — Старший тренер отделения кёрлинга СШОР «Москвич».
1994 — по настоящее время — Вице-президент федерации кёрлинга Москвы.
Основатель московской Школы кёрлинга. Как спортсмен в спортивном сезоне 1993—1994 году, в составе команды Москвы (Петрова Наталия, Биктимирова Елена, Базаревич Людмила) Ольга Андрианова заняла третье место в Чемпионате России.
До занятий кёрлингом имела многолетний опыт спортсменки и тренера, имела разряды по спортивной гимнастике, лёгкой атлетике и баскетболу. Тренер высшей категории по баскетболу.
ДОСТИЖЕНИЯ ТРЕНЕРА
Она является личным тренером спортсменок и тренером сильнейших российских женских команд по кёрлингу, отбиравшихся на Зимние Олимпийские игры:
2002 года в Солт-Лейк Сити, США — 10 место.
2006 года в Турине, Италия — 5 место.
2010 года в Ванкувере, Канада — 9 место.
2014 года в Сочи — 9 место.
Заслуженный тренер РФ Ольга Андрианова, являясь тренером российских команд, победителей и призёров международных соревнований, подготовила шесть первых в кёрлинге Заслуженных мастеров спорта, таких как: Нкеирука Езех, Ольга Жаркова, Людмила Прививкова, Екатерина Галкина, Анна Сидорова, Маргарита Фомина.
Под руководством Андриановой О. А. сборные команды России заняли:
Чемпионат Европы 2006 года — 1 место.
Чемпионат Европы 2011 года — 3 место.
Молодёжный чемпионат мира 2006 года — 1 место.
Молодёжный чемпионат мира 2011 года — 3 место.
Молодёжный чемпионат мира 2012 года — 3 место
Молодёжный европейский отбор (чемпионат Европы) 2004 года — 2 место.
Молодёжный европейский отбор (чемпионат Европы) 2005 года — 1 место.
Всемирная универсиада 2003 года — 1 место.
Всемирная универсиада 2007 года — 2 место.
Всемирная универсиада 2009 года — 3 место.
Всемирная универсиада 2011 года — 2 место.
Европейский этап мирового тура 2012 года — 1 место
В последующие годы спортсмены, подготовленные Андриановой О. А. в составе сборных команд России неоднократно становились победителями и призёрами различных международных соревнований.
С 1994 года Ольга Андрианова — вице-президент федерации кёрлинга г. Москвы. Главный тренер сборных команд Москвы, старший тренер отделения кёрлинга спортивной школы олимпийского резерва «Москвич». Андрианова О. А. — основной тренер московских команд призёров и победителей Российских официальных соревнований:
Женские команды Москвы, подготовленные Андриановой О. А., являются восемнадцатикратными чемпионками России, из них — семнадцать раз подряд. Личный тренер спортсменок: ЗМС Жарковой О., ЗМС Езех Н., ЗМС Фоминой М., ЗМС Прививковой Л., ЗМС Галкиной Е., ЗМС Сидоровой А., мсмк Саитовой А., мсмк Антоновой Е., мсмк Скултан А., мсмк Тюваевой А., мс Головченко Н., мсмк Черных (Световой) Ю., мсмк Гришиной И., мсмк Козловой Д., мсмк Болдузевой (Зябликовой) О., мсмк Грецкой (Рубцовой) А., мс Демкиной Е., мс Кузьминой Е., мс Борисовой Н., мс Прокофьевой А., ., мсмк Арсенькиной Г и др.
Под её руководством и с её непосредственно участием осуществлялась подготовка спортсменов мужских команд: мсмк Кирикова А., мс Школьникова В., мс Андрианова Д., мсмк Абанина Д., мс Стебакова, мсмк В.Камнева А., мс Ращупкина А., мсмк Дроздова А., мсмк Стукальского А., мсмк Корнева В., мс Гаджиханова Е., мс Али А., мс Калалб А., мс Доронина Г., мс Андрианова С. , мс Буракова Е., мс Пузакова Л., мс Голова В., мс Цымбала Д., и др.
Также в должности главного тренера сборной России осуществляла помощь в подготовке спортсменов мсмк Дрона П., мсмк Некрасовой Я., мс Ражабова А., мс Деменкова В., мсмк Моисеевой В., мсмк Гертовой О. и многих других.

## Результаты как тренера национальных сборных
| Год  | Турнир                                                                    | Сборная                            | Место |
| ---- | ------------------------------------------------------------------------- | ---------------------------------- | ----- |
| 1999 | Чемпионат мира по кёрлингу среди юниоров 1999                             | Россия (юниоры жен.)               | 10    |
| 1999 | Чемпионат Европы по кёрлингу 1999                                         | Россия (женщины)                   | 8     |
| 2000 | Чемпионат мира по кёрлингу среди юниоров 2000                             | Россия (юниоры жен.)               | 7     |
| 2000 | Чемпионат Европы по кёрлингу 2000                                         | Россия (женщины)                   | 7     |
| 2001 | Чемпионат мира по кёрлингу среди юниоров 2001                             | Россия (юниоры жен.)               | 6     |
| 2001 | Чемпионат мира по кёрлингу среди женщин 2001                              | Россия (женщины)                   | 9     |
| 2001 | Чемпионат Европы по кёрлингу 2001                                         | Россия (женщины)                   | 7     |
| 2002 | Зимние Олимпийские игры 2002                                              | Россия (женщины)                   | 10    |
| 2002 | Чемпионат мира по кёрлингу среди юниоров 2002                             | Россия (юниоры жен.)               | 8     |
| 2002 | Чемпионат мира по кёрлингу среди женщин 2002                              | Россия (женщины)                   | 7     |
| 2003 | Зимняя Универсиада 2003                                                   | Россия (женщины)                   | 1     |
| 2003 | Чемпионат мира по кёрлингу среди юниоров 2003                             | Россия (юниоры жен.)               | 9     |
| 2003 | Чемпионат мира по кёрлингу среди женщин 2003                              | Россия (женщины)                   | 6     |
| 2003 | Чемпионат Европы по кёрлингу 2003                                         | Россия (женщины)                   | 8     |
| 2004 | Чемпионат мира по кёрлингу среди юниоров (группа Б) 2004                  | Россия (юниоры жен.)               | 2     |
| 2004 | Чемпионат мира по кёрлингу среди юниоров 2004                             | Россия (юниоры жен.)               | 10    |
| 2004 | Чемпионат Европы по кёрлингу 2004                                         | Россия (женщины)                   | 4     |
| 2005 | Чемпионат мира по кёрлингу среди юниоров 2005                             | Россия (юниоры жен.)               | 5     |
| 2005 | Чемпионат мира по кёрлингу среди женщин 2005                              | Россия (женщины)                   | 5     |
| 2005 | Чемпионат Европы по кёрлингу 2005                                         | Россия (мужчины)                   | 10    |
| 2005 | Чемпионат Европы по кёрлингу 2005                                         | Россия (женщины)                   | 8     |
| 2006 | Зимние Олимпийские игры 2006                                              | Россия (женщины)                   | 5     |
| 2006 | Чемпионат мира по кёрлингу среди юниоров 2006                             | Россия (юниоры жен.)               | 1     |
| 2006 | Чемпионат Европы по кёрлингу 2006                                         | Россия (женщины)                   | 1     |
| 2007 | Зимняя Универсиада 2007                                                   | Россия (женщины)                   | 2     |
| 2007 | Чемпионат мира по кёрлингу среди юниоров 2007                             | Россия (юниоры жен.)               | 7     |
| 2007 | Чемпионат мира по кёрлингу среди женщин 2007                              | Россия (женщины)                   | 8     |
| 2007 | Чемпионат Европы по кёрлингу 2007                                         | Россия (женщины)                   | 5     |
| 2008 | Чемпионат мира по кёрлингу среди юниоров 2008                             | Россия (юниоры жен.)               | 4     |
| 2008 | Чемпионат мира по кёрлингу среди женщин 2008                              | Россия (женщины)                   | 8     |
| 2008 | Чемпионат Европы по кёрлингу 2008                                         | Россия (женщины)                   | 7     |
| 2009 | Зимняя Универсиада 2009                                                   | Россия (женщины)                   | 3     |
| 2009 | Чемпионат мира по кёрлингу среди юниоров 2009                             | Россия (юниоры жен.)               | 4     |
| 2009 | Чемпионат мира по кёрлингу среди женщин 2009                              | Россия (женщины)                   | 7     |
| 2009 | Чемпионат Европы по кёрлингу 2009                                         | Россия (женщины)                   | 4     |
| 2010 | Зимние Олимпийские игры 2010                                              | Россия (женщины)                   | 9     |
| 2010 | Чемпионат мира по кёрлингу среди юниоров 2010                             | Россия (юниоры жен.)               | 5     |
| 2010 | Чемпионат мира по кёрлингу среди женщин 2010                              | Россия (женщины)                   | 8     |
| 2010 | Чемпионат Европы по кёрлингу 2010                                         | Россия (женщины)                   | 4     |
| 2011 | Зимняя Универсиада 2011                                                   | Россия (женщины)                   | 2     |
| 2011 | Чемпионат мира по кёрлингу среди юниоров 2011                             | Россия (юниоры жен.)               | 3     |
| 2011 | Чемпионат мира по кёрлингу среди женщин 2011                              | Россия (женщины)                   | 6     |
| 2011 | Чемпионат Европы по кёрлингу 2011                                         | Россия (женщины)                   | 3     |
| 2012 | Чемпионат мира по кёрлингу среди юниоров 2012                             | Россия (юниоры жен.)               | 3     |
| 2012 | Чемпионат мира по кёрлингу среди женщин 2012                              | Россия (женщины)                   | 9     |
| 2012 | Чемпионат Европы по кёрлингу среди смешанных команд 2012                  | Россия (смешанная команда)         | 14    |
| 2012 | Чемпионат Европы по кёрлингу среди смешанных команд 2012                  | Турция (смешанная команда)         | 23    |
| 2013 | Чемпионат Европы по кёрлингу среди смешанных команд 2013                  | Россия (смешанная команда)         | 21    |
| 2016 | Зимние юношеские Олимпийские игры 2016                                    | Россия (смешанная команда)         | 4     |
| 2016 | Зимние юношеские Олимпийские игры 2016 Kristin Laidsalu / Sergei Maksimov | Эстония/ Россия · (смешанная пара) | 9     |
| 2016 | Зимние юношеские Олимпийские игры 2016 Nadezhda Karelina / Косукэ Аита    | Россия/ Япония · (смешанная пара)  | 9     |
| 2019 | Чемпионат мира по кёрлингу среди юниоров (группа Б) 2019                  | Россия (юниоры муж.)               | 5     |